# Public Register of All Arms and Bearings in Scotland
Le Public Register of All Arms and Bearings in Scotland, établi en 1672, est un registre officiel des armoiries écossaises, tenu par le Lyon Clerk and Keeper of the Records (en) (greffier et conservateur des archives de la Court of the Lord Lyon (en)). Ce registre public est accessible à tous sur demande et moyennant le paiement d'une taxe légale.

## Histoire
Le Registre a été établi par une loi du Parlement écossais en 1672. Il est conservé à la Court of the Lord Lyon et contient toutes les armoiries concédées par ce dernier depuis cette date, ainsi que les armoiries plus anciennes que leurs propriétaires ont choisi d'enregistrer. Les armoiries non inscrites au Registre ne peuvent être utilisées en Écosse, sauf preuve de leur usage antérieur à 1672.
Le premier volume du Registre (désormais divisé en deux parties pour des raisons de facilité de manipulation et de conservation) a été utilisé de 1672 à 1804 et contient 2 702 entrées. Il commence par les armes du Lord Lyon, suivies des réalisations personnelles de Sir Charles Erskine, baronnet, alors Lord Lyon. La plupart des armes de ce volume sont présentées uniquement en blason ; relativement peu sont peintes. 
Depuis le début du deuxième volume en 1804, les armoiries sont systématiquement peintes. Le Registre se compose désormais de plus de quatre-vingts volumes de parchemin et est illustré par une succession des artistes héraldiques les plus éminents travaillant en Écosse.

## Ordinaire
En 1893, James Balfour Paul (en), Lord Lyon King of Arms, publie le contenu des douze premiers volumes du Registre, jusqu'à cette date, sous la forme d'un ordinaire (c'est-à-dire avec les entrées en blason, réorganisées par conception ; et avec un index des noms) : l'ouvrage contient environ 5 200 entrées. Dix ans plus tard, alors que le Registre a atteint son seizième volume, il publie une deuxième édition mise à jour incluant toutes les armes enregistrées jusqu'à fin 1901 : cette édition contient 5 532 entrées. En 1973, le Registre atteint son 57e volume, et en 1977, la Court of the Lord Lyon publie un deuxième volume de l'Ordinaire : celui-ci couvre toutes les armes enregistrées de 1902 à fin 1973, et contient 6 040 entrées supplémentaires. Ce volume est édité par David Reid de Robertland, Carrick Pursuivant (en) (décédé en décembre 1973, alors que les travaux étaient en cours) et Vivien Wilson.
Les trois volumes publiés sont ainsi :
- 1893 : James Balfour Paul, An Ordinary of Arms contained in the Public Register of all Arms and Bearings in Scotland, Édimbourg : William Green & Sons.
- 1903 : James Balfour Paul, An Ordinary of Arms contained in the Public Register of all Arms and Bearings in Scotland, 2e éd., Édimbourg : William Green & Sons.
- 1977 : David Reid, Vivien Wilson (dir.), An Ordinary of Arms contained in the Public Register of all Arms and Bearings in Scotland, 1902–1973, vol. 2, Édimbourg : HMSO  (ISBN 9780950529905).
- 2023 : Bruce Durie, An Ordinary Volume III, Ordinaire des armoiries contenues dans le Public Register of All Arms and Bearings in Scotland, couvrant la période 1971-2017 : Vol. 55 (1971) à Vol. 91 (2017) et une partie du Vol. 92, compilé, et avec une introduction et d'autres documents, par Bruce Durie et avec une préface du Lord Lyon, Joseph John Morrow[4]. Il existe également un Companion to the Ordinary of Arms vol III compilé par Bruce Durie, consacré aux écussons, devises, supports, drapeaux et insignes associés aux armoiries du Ordinary Volume III[4] ainsi que des essais informatifs et d'autres documents, et une préface de l'héraldiste écossais, Mark Dennis.

## Numérisation
Le Registre jusqu'en 1923 a été numérisé et est disponible sur le site web ScotlandsPeople (géré par les Archives nationales d'Écosse). La consultation de l'index est gratuite, mais la consultation des images des pages est payante.